# Inzirli
Inzirli – włoski zespół muzyczny z regionu Friuli-Wenecja Julijska, grający muzykę w stylu hardcore/punk. Był aktywny w latach 1990–1996, występując na wielu koncertach w kraju i za granicą. Spośród innych zespołów włoskiej sceny punkowej wyróżniał się tym, że teksty większości utworów zostały napisane w ojczystym dla muzyków języku furlańskim. W książeczce dołączonej do płyty grupa wyjaśniała ten wybór w następujący sposób:
Język mniejszościowy lub zepchnięty do roli mniejszościowego, taki jak furlański, sardyński, korsykański i wiele innych, jest w większym stopniu wolny i wyzwalający niż jakikolwiek język państwowy, właśnie przez to, że nie stoi za nim machina państwowa, która go narzuca i reprodukuje. Używanie furlańskiego to jak być czarnym w świecie białych (my jesteśmy biali, to nasz język jest czarny), kobietą w społeczeństwie panujących mężczyzn i księży bigotów, nomadem wśród ludności osiadłej. Punk, gay i wszystko to, co mniejszościowe, przeciwstawia się jedynie słusznemu sposobu myślenia ogłupiałej, przypominającej owcze stado większości. Mniejszość nikomu nie rozkazuje, wszyscy stajemy się członkami mniejszości. Uczymy się kochać odmienności, mając za punkt wyjścia naszą własną i przyjmując wszystkie inne do swojego wnętrza. Nie dajemy się ogłupić telewizji, szkole, partiom politycznym. Wierzymy w wyzwalającą (i wolnościową) siłę tego, czym jest mniejszość. Używamy furlańskiego i wiedziemy go w przyszłość. Kto wie, może nic z tego nie pozostanie, ale z pewnością zwiększymy złożoność i bogactwo, nas samych w pierwszym rzędzie, a i całego świata.

## Dyskografia
- Inzirli, Demotape, Snait 1992
- Inzirli 7", Snait 1993
- Prima Fila 7", Circus 1994
- Inzirli – 1990/96, Musiche furlane fuarte/Nail Records/Snait, 2002 (antologia nagrań)